# Оршинка
Оршинка (Аршинка) — річка в Україні у Обухівському районі Київської області. Права притока річки Стугни (басейн Дніпра).

## Розташування
Оскільки річка не підписана на картах, встановити її точне місце розташування наразі складно. У різних історичних письмових джерелах вказується дві версії. 
У книзі «Волости и важнейшие селения Европейской России…»зазначено, що річка тече через село Гудимова Слобода або Гудимовка (сучасне Перше Травня та мішаний ліс і на південно-східній околиці села Березове впадає в річку Стугну.
Згідно Словника географічного Королівства Польського та книги Л. Похилевича «Сказания о населенных местностях Киевской губернии…» річка протікає через с. Нещерів: село розташоване між глибоких ярів, між якими течуть до стугни струмки Шпиль та Аршинка.